# Massimiliano Mori
Massimiliano Mori (født 8. januar 1974) er en italiensk tidligere professionel cykelrytter.